# Cité-jardin du Kapelleveld
La cité-jardin du Kapelleveld (Tuinwijk Kapelleveld en néerlandais), également appelée cité-jardin de Kapelleveld ou cité-jardin de la Chapelle-aux-Champs, est un quartier d'habitations sociales de style moderniste dessiné par l'urbaniste Louis Van der Swaelmen et édifié par les architectes Huib Hoste, Antoine Pompe, Jean-François Hoeben et Paul Rubbers à Woluwe-Saint-Lambert, dans la Région de Bruxelles-Capitale en Belgique.
Cette cité-jardin fait partie des 25 quartiers-jardins construits entre 1920 et 1933 dans l'agglomération bruxelloise,. 
Parmi ces 25 cités-jardins, la cité du Kapelleveld est la seule avec la Cité Moderne de Berchem-Sainte-Agathe à présenter un « langage architectural radicalement moderniste », et la seule cité-jardin belge à être mentionnée dans la littérature internationale avec la Cité Moderne et Le Logis-Floréal.

## Localisation
La Cité-jardin du Kapelleveld est située sur le territoire de la commune de Woluwe-Saint-Lambert, dans la banlieue sud-est de Bruxelles.
Elle est construite autour de trois grandes avenues (avenues Dumont, Vandervelde et de l’Assomption) disposées en éventail et occupe une série de rues secondaires, tracées perpendiculairement à ces trois axes principaux : avenue de la Lesse, avenue de la Semoy, avenue du Bois Jean, avenue du Rêve, avenue de la Spirale...

## Statut patrimonial
La Cité-jardin du Kapelleveld ne fait pas l'objet d'un classement au titre des monuments historiques mais figure à l'Inventaire du patrimoine architectural de la Région de Bruxelles-Capitale sous de très nombreuses références : 29875, 29876, 29877,, etc.

## Historique

### Le concept de cité-jardin
« Le concept de la cité-jardin apparaît en Grande-Bretagne à la fin du 19e siècle en réaction au développement urbain désordonné principalement dû à une industrialisation urbaine excessive. Cette tendance anti-urbaine trouve sa voie dans le développement de structures autonomes et collectivistes à la campagne » : le concept de la cité-jardin est promu par plusieurs théoriciens anglais dont Ebenezer Howard dès 1898, et par Raymond Unwin qui érige les cités-jardins de Letchworth en 1904 et de Hampstead en 1905, qui seront visitées ensuite par de nombreux architectes et urbanistes étrangers,.
Le concept s’étend ensuite du Royaume-Uni au reste de l’Europe mais la Première Guerre mondiale en retardera la réalisation.

### La Première Guerre mondiale
« L'avancée des troupes allemandes en Belgique en août 1914 s'accompagne de la destruction systématique de plusieurs villes belges ».
Le gouvernement belge en exil au Havre prend des mesures, comme la loi du 25 août 1915 qui stipule que « les communes sur les territoires desquelles des constructions publiques ou privées ont été détruites par suite de faits de guerre sont tenues d’établir des plans généraux d’aménagement destinés à servir de base aux autorisations de construire ou de reconstruire », une loi qui « marque la première intervention du pouvoir central auprès des villes en matière d’urbanisme ».
À la fin de la guerre, en 1918, la pénurie en Belgique est estimée à 200 000 logements.
À la suite de ces ravages, plusieurs conférences internationales abordent dès 1915 la problématique du logement, comme « la Reconstruction Conference, organisée en 1915 à Londres et qui constitue un événement décisif pour l'adoption du principe de la cité-jardin pour la reconstruction à venir ». 
Par ailleurs, durant la Guerre, « nombre d'architectes et d'urbanistes modernistes belges (Huib Hoste, Louis Van der Swaelmen, J.-J. Eggericx, R. Verwilghen, R. Moenaert) s'exilent en Grande-Bretagne, en France ou aux Pays-Bas, où ils se familiarisent avec les théories urbanistiques, architecturales et sociales progressistes ». Des groupes d’études se forment à Londres, à Paris et aux Pays-Bas, comme « le Comité néerlando-belge d'Art civique, fondé en 1915, qui réunit entre autres les architectes hollandais Berlage et Cuypers ainsi que les Belges Huib Hoste et Louis Van der Swaelmen », le Belgian Town Planning Committee à Londres et la Commission d’étude franco-belge à Paris,.

### La reconstruction en Belgique et les cités-jardins

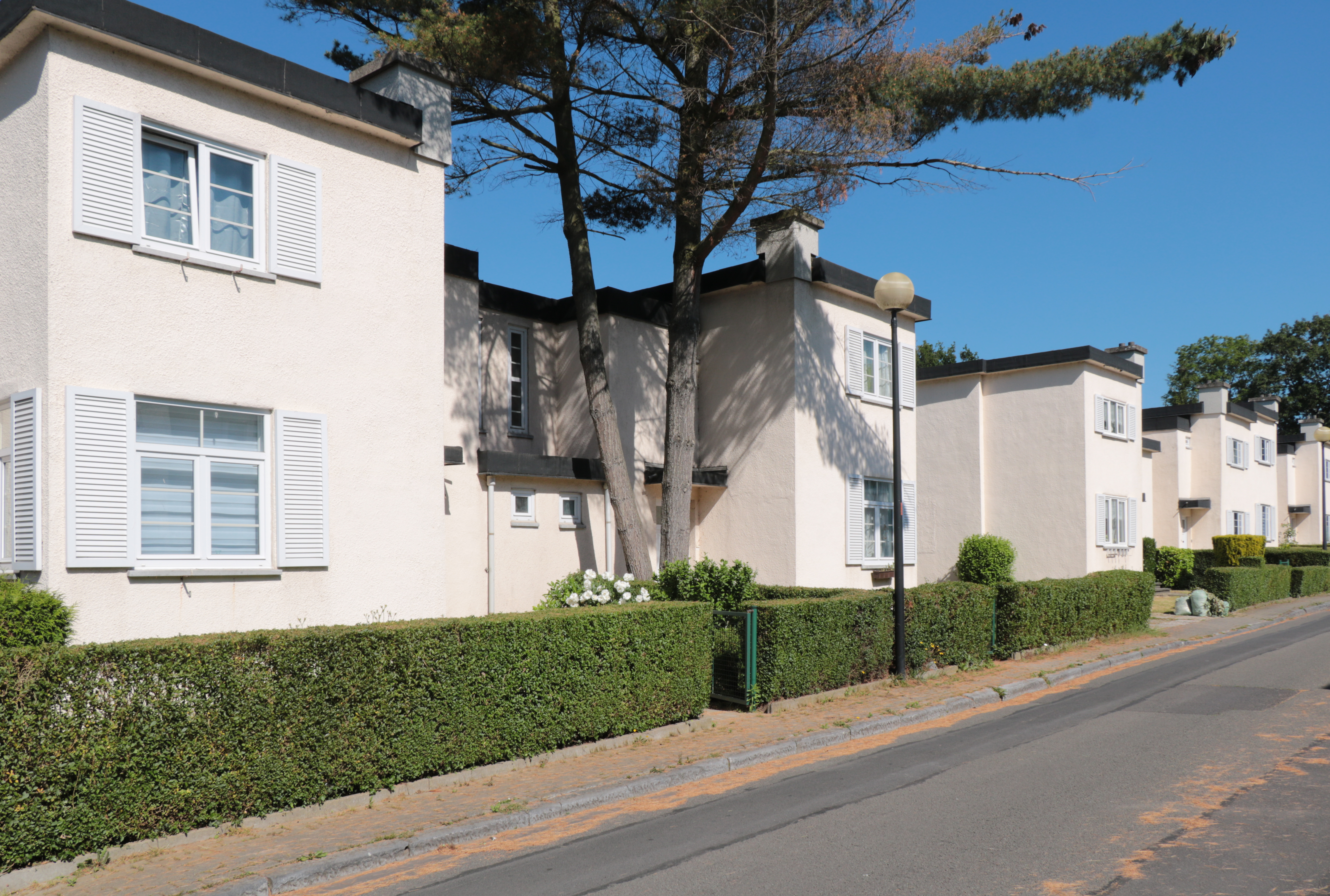
Avenue de la Semoy.

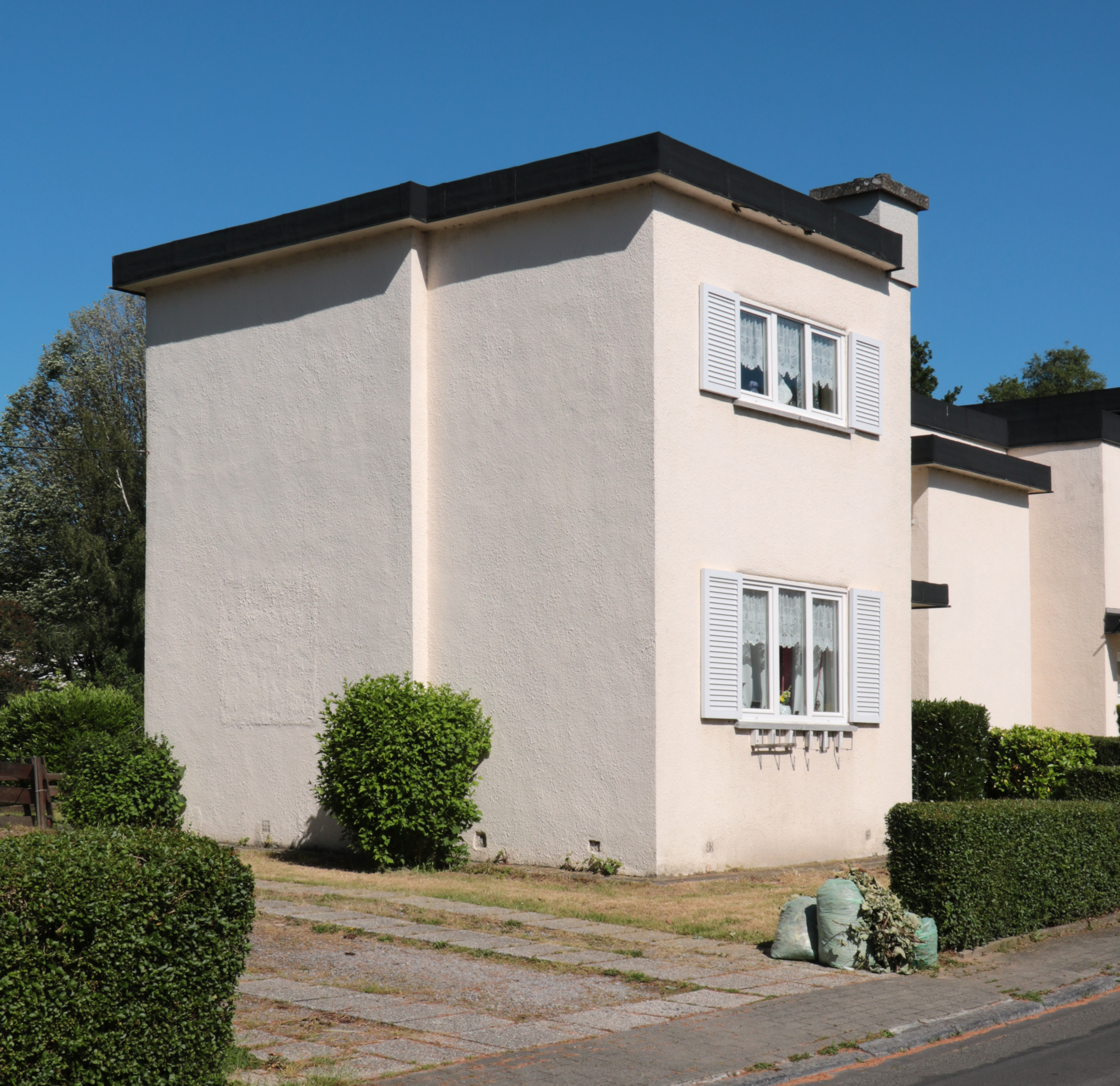
Avenue de la Semoy no 46.

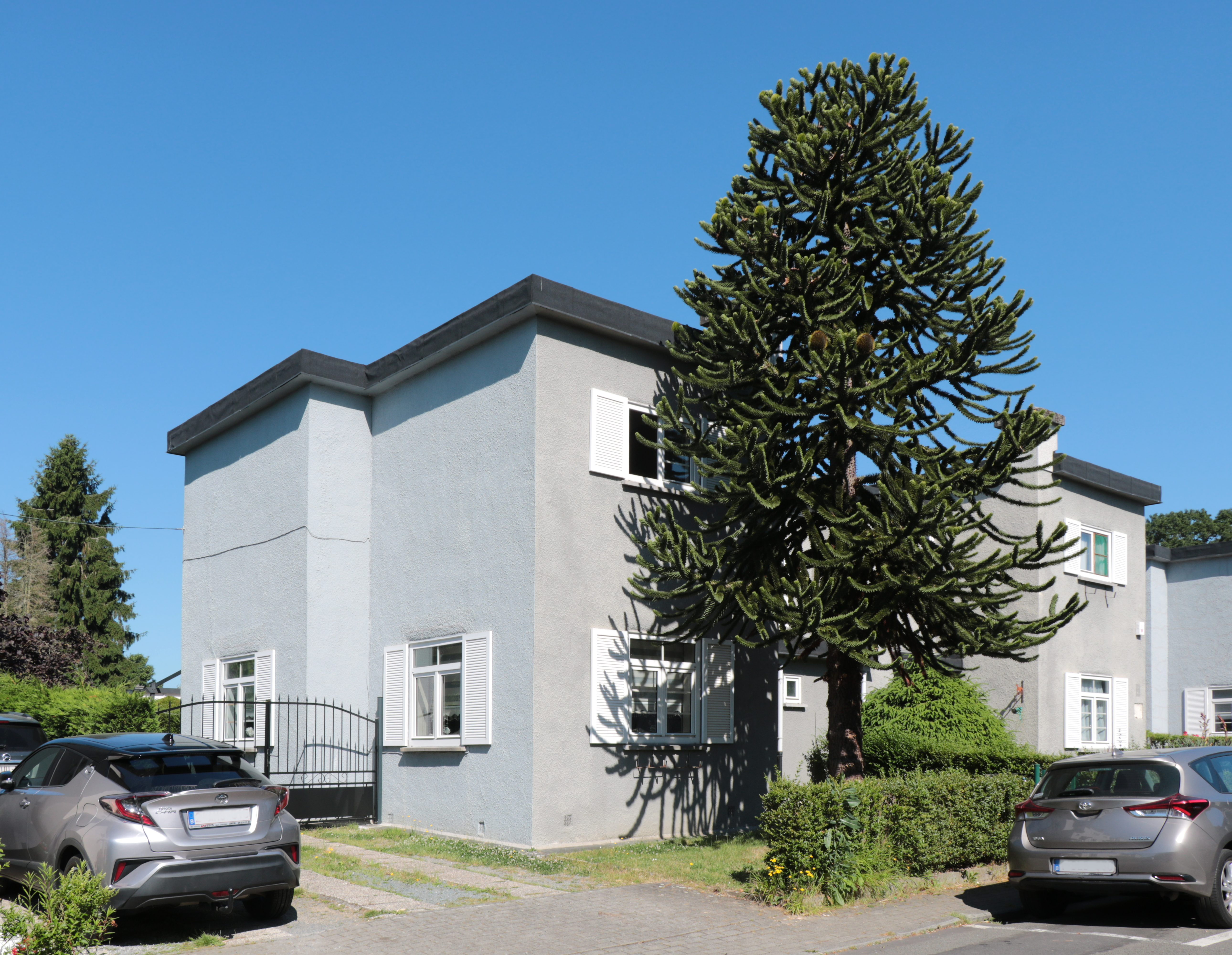
Avenue du Bois Jean no 38.

En octobre 1919 est créée en Belgique la Société Nationale des logements et des habitations à bon marché (S.N.L.H.B.M.),.
Les architectes ont alors à choisir entre le bloc de logements communs et la cité-jardin : cette dernière l'emporte car « elle se rapproche du faubourg verdoyant des classes aisées et devient donc le symbole de l'émancipation des travailleurs alors que le bloc d'habitations évoque l'image des casernes locatives du XIXe siècle ».
Entre 1920 et 1930, une trentaine d'architectes belges travaillent sur des projets de cités-jardins, ce qui mène à la réalisation de 25 quartiers-jardins à Bruxelles. La première cité-jardin dont la construction est entamée à Bruxelles est la cité de « La Roue » à Anderlecht (1920-1928), une cité dont la construction avait été décidée avant la Première Guerre mondiale.
Les cités-jardins bruxelloises peuvent être regroupées en trois catégories, :
- les ensembles dont les volumes peuvent être considérés comme cubistes (Cité Moderne et Kapelleveld) ;

- les ensembles qui s'inspirent des villages ouvriers, des béguinages, de l'habitation rurale et des immeubles de rapport (Janson, Wannecouter, Villas, Clos Saint-Martin, cité de Saulnier, Noget, Errera, Volta, Het Krietiekpad) ;

- les ensembles qui relèvent de modèles régionalistes et de la tradition des cottages anglais (La Roue, Le Logis-Floréal, Moortebeek, Verregat, cité Diongre, Heymbosch, Heideken, Bon Air, Forest-Vert, Homborch, Joli-Bois, Transvaal et Terdelt).

Le modèle des cités-jardins mourra en 1930, « au Congrès international d'architecture moderne (CIAM) qui se tient à Bruxelles, où la plupart des modernistes (emmenés par Le Corbusier) défendent la formule de l’habitat en hauteur dans un environnement arboré comme solution au problème du logement social ».

### La cité-jardin du Kapelleveld
La Société coopérative d'habitations à bon marché « La Cité-Jardin du Kapelleveld » est créée en 1922 en vue d’aménager le plateau de Kapelleveld, alors vierge de tout habitat et composé de terrains peu coûteux,,. La coopérative tient son capital de l’État belge, de la Province et de ses 300 locataires-coopérateurs,. Le premier souscripteur en est Emile Vinck, avocat et sénateur socialiste très impliqué dans la reconstruction.
À la demande des autorités communales, les habitations sont destinées à la classe moyenne (fonctionnaires, employés, typographes, artisans d’art, comptables, officiers) et non à la classe ouvrière, comme c'est le cas des autres cités,. Le bourgmestre Edmond Lambert déclare à l'époque à l'urbaniste Louis Van der Swaelmen : « Je veux des villas et non des corons dans ma commune »,,.
Les plans de la cité sont confiés à l'urbaniste Louis Van der Swaelmen (1883-1929),,, qui « fait appel à quatre architectes possédant chacun un style reconnaissable pour s'assurer une variété de bâti » : Antoine Pompe (1873-1980), Huib Hoste (1881-1957), Jean-François Hoeben (1896-1968) et Paul Rubbers (1900-1985),,. 
La construction du noyau dur de la cité-jardin s'échelonne entre 1923 et 1926,,, sous la houlette de ces quatre architectes, mais elle ne se terminera qu'en 1970. Huib Hoste pratique son style cubique et géométrique, Antoine Pompe développe une approche moderniste plus nuancée et le jeune Rubbers adopte tantôt le style de l'un et  tantôt le style de l'autre.

## Description

### Style
La cité-jardin du Kapelleveld compte, avec la Cité Moderne, parmi les premiers exemples d'architecture cubiste en Belgique.

### Plan
« Aménagée dans un site traversé par trois grandes voiries préexistantes, la cité-jardin du Kapelleveld présente pour cette raison une moins grande cohérence urbanistique que Le Logis-Floréal ». Van der Swaelmen a tenté de « limiter l'impact des 3 axes en implantant les habitations le long des rues secondaires, tracées perpendiculairement  à ceux-ci ». « L'ensemble est irrigué par un réseau subtil de chemins pour piétons et de placettes circulaires sur lesquels donnent les jardins dont les superficies ont été augmentées par les autorités communales qui souhaitaient donner à la cité l'image d'un quartier de villas plutôt que celle d'un quartier ouvrier. La densité est donc réduite ici à moins de 15 habitations à l'hectare ».

### Maisons
La cité de Kapelleveld comporte 412 maisons individuelles et 14 maisons à deux logements, conçues par les quatre architectes Pompe, Hoste, Hoeben et Rubbers « qui expriment chacun à leur manière les visages multiples du mouvement moderne » : Antoine Pompe et Jean-François Hoeben réalisent des « créations régionalistes, avec toit à deux pans et façade en brique » tandis que « Huib Hoste et Paul Rubbers optent pour le style moderniste : béton et toit plat », juxtaposant des volumes cubiques, à l'exemple du mouvement néerlandais De Stijl.

Maisons cubistes
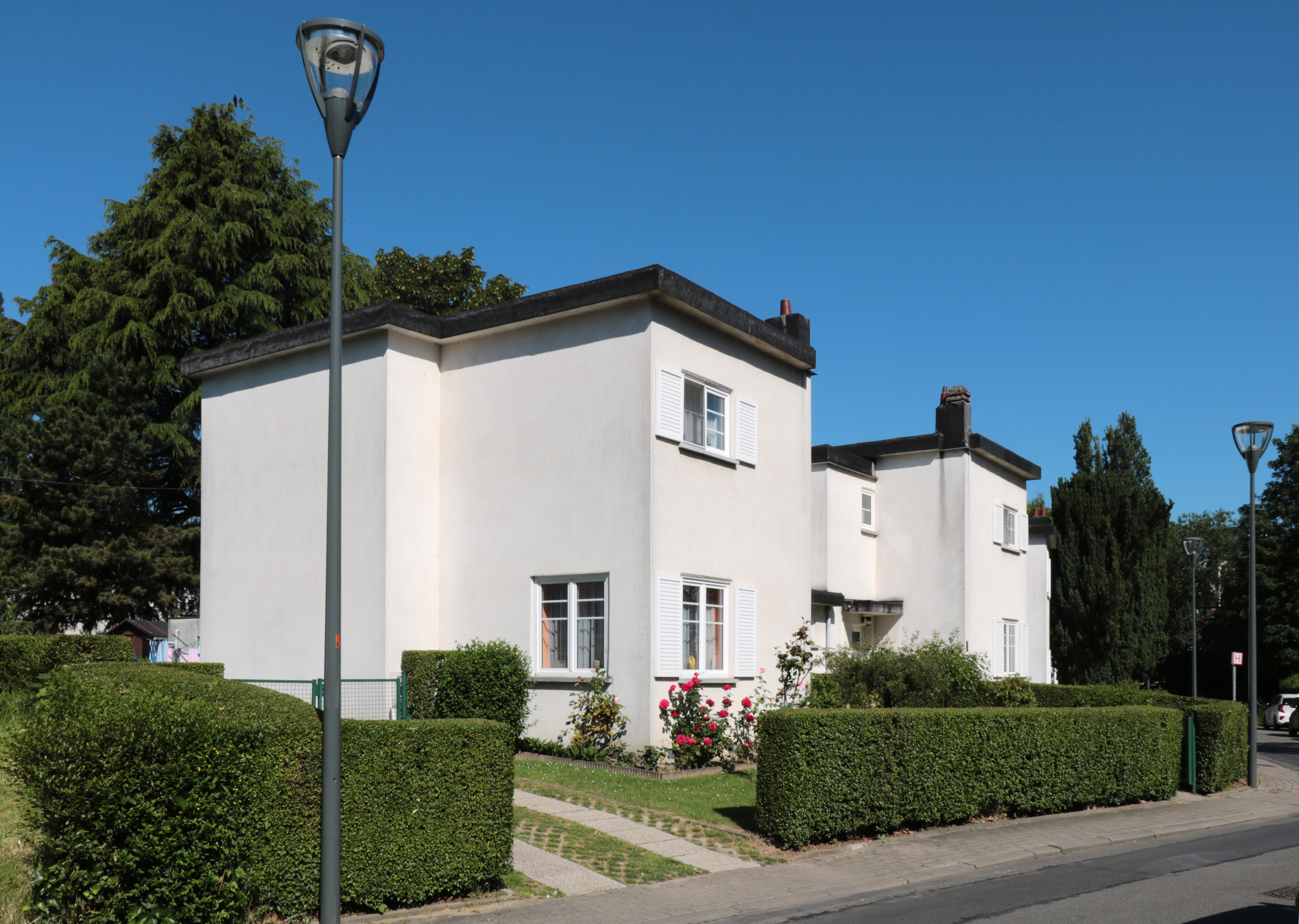
Avenue de la Lesse no 10 et 8.
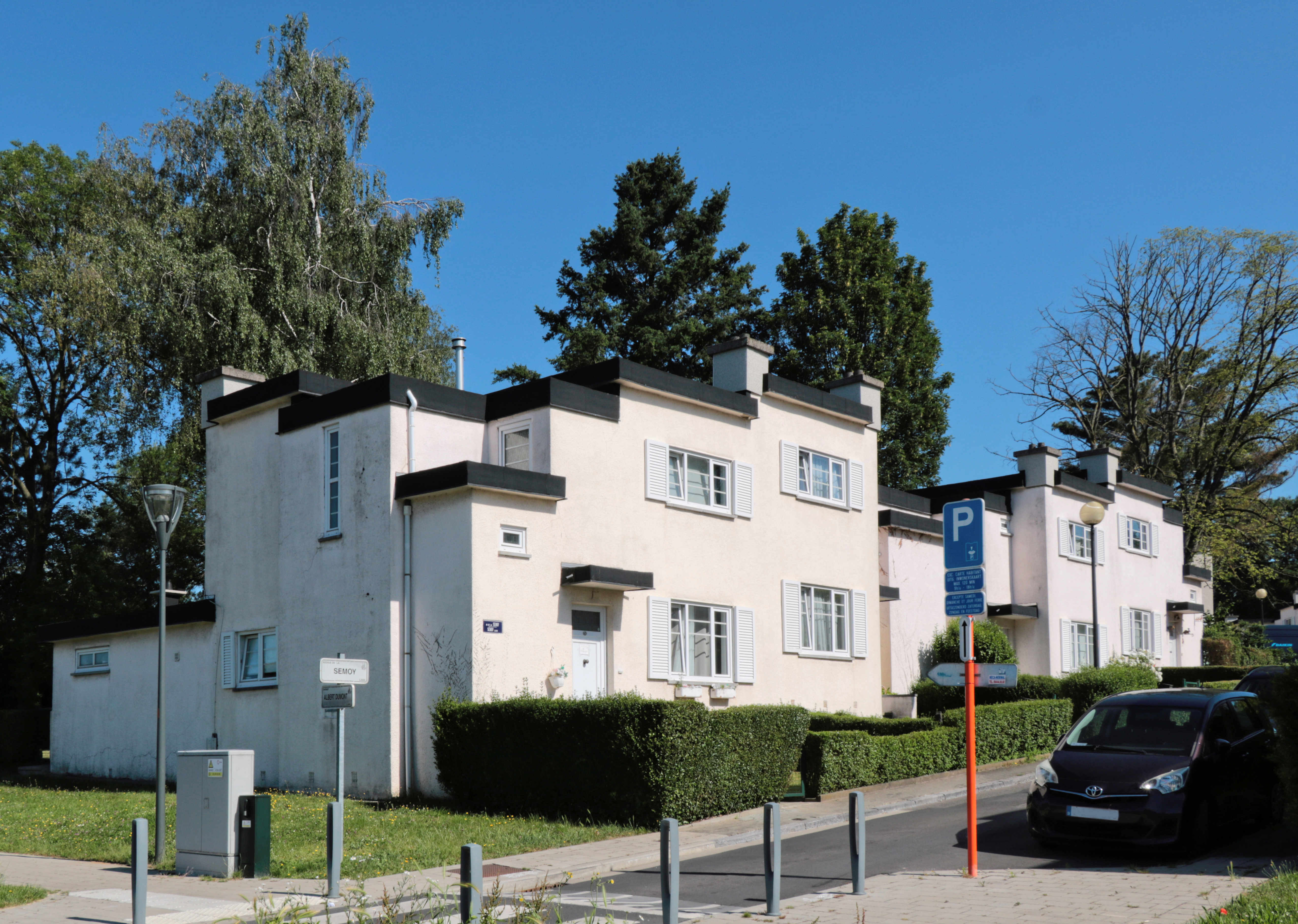
Avenue de la Semoy no 58
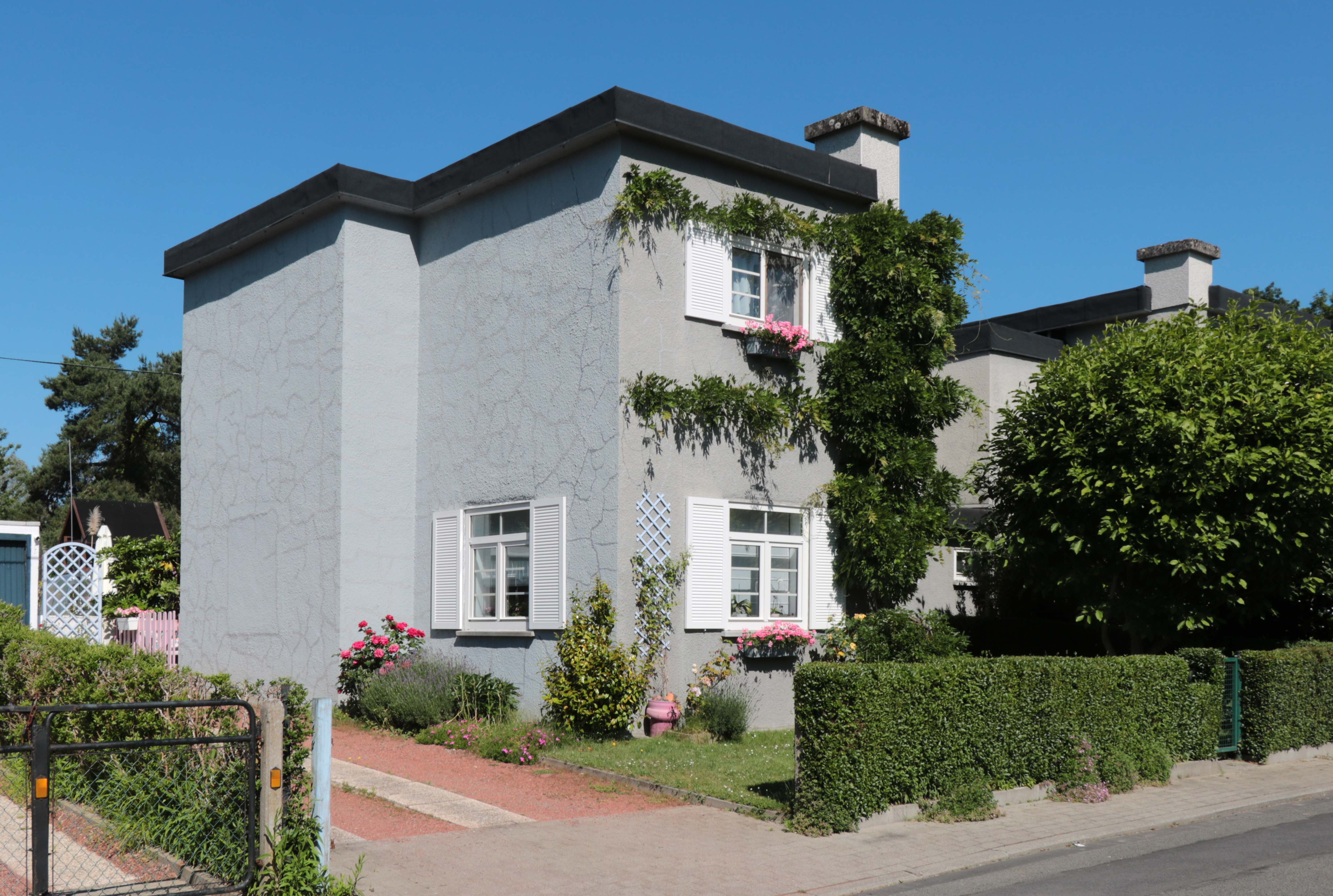
Avenue du Bois Jean no 34.

### Ancienne église provisoire et autres services
« En 1927, la cité-jardin du Kapelleveld, récemment achevée, fait élever une église provisoire en bois. Incendiée en 1929, elle est remplacée par une construction moderniste aux formes épurées, en fonction jusqu'en 1955 ».
Après la construction de l'église Notre-Dame de l’Assomption définitive en 1955, l'ancienne église provisoire (située avenue Émile Vandervelde no 155) connaît différentes affectations. Le bâtiment moderniste, orné en façade de la statue d'une prêtresse de l'Égypte antique, est occupé par une salle de sport de 1981 à 2015 puis accueille à partir de 2016 l'atelier d'un couple d'artistes designers, le sculpteur Pol Quadens et la décoratrice Vanessa Bruffaerts,.
La cité est également pourvue d'un certain nombre de services : une salle des fêtes, une bibliothèque, un terrain de sport.

Ancienne église provisoire de la cité-jardin du Kapelleveld
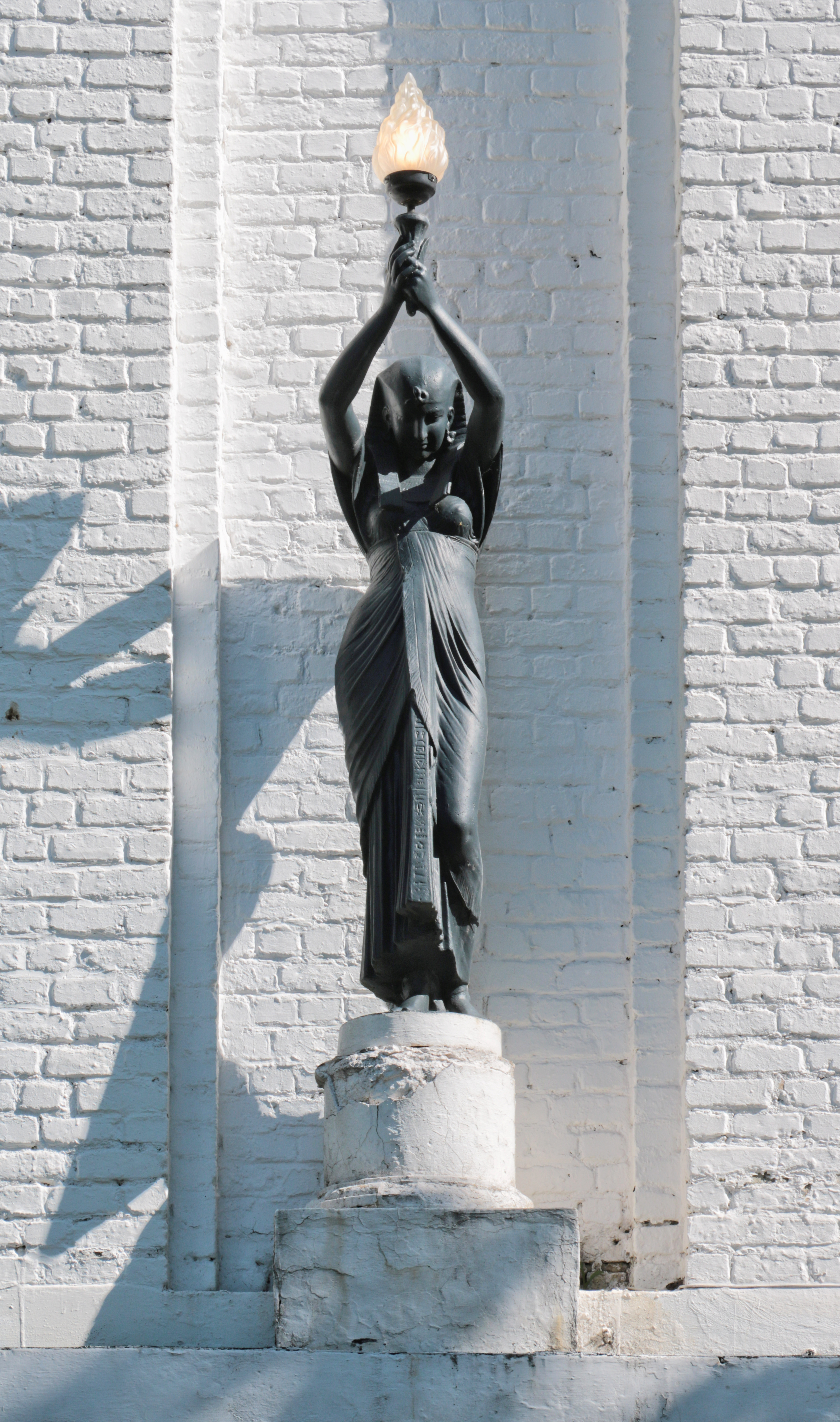
Statue de prêtresse de l'Égypte antique.
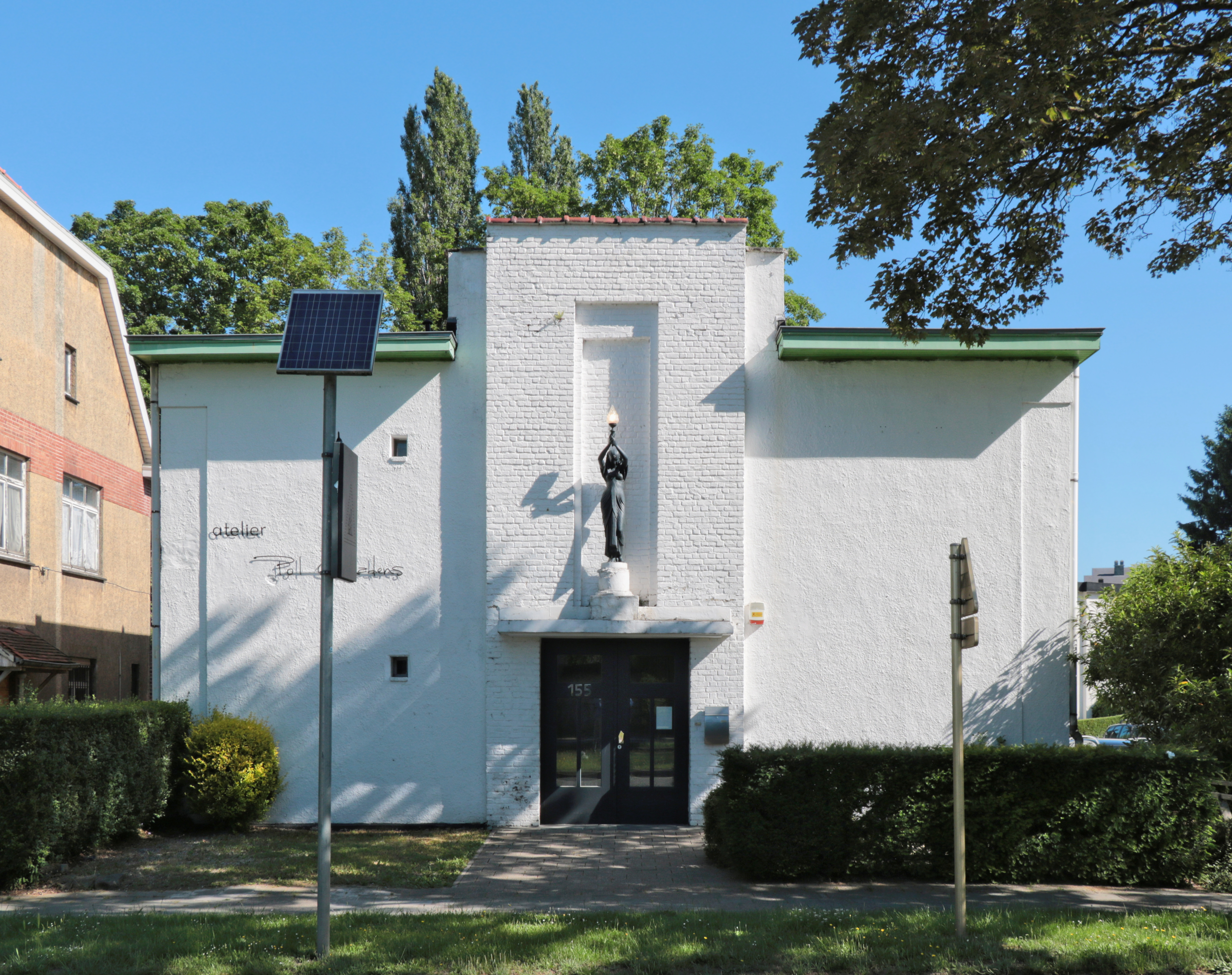
Façade principale.
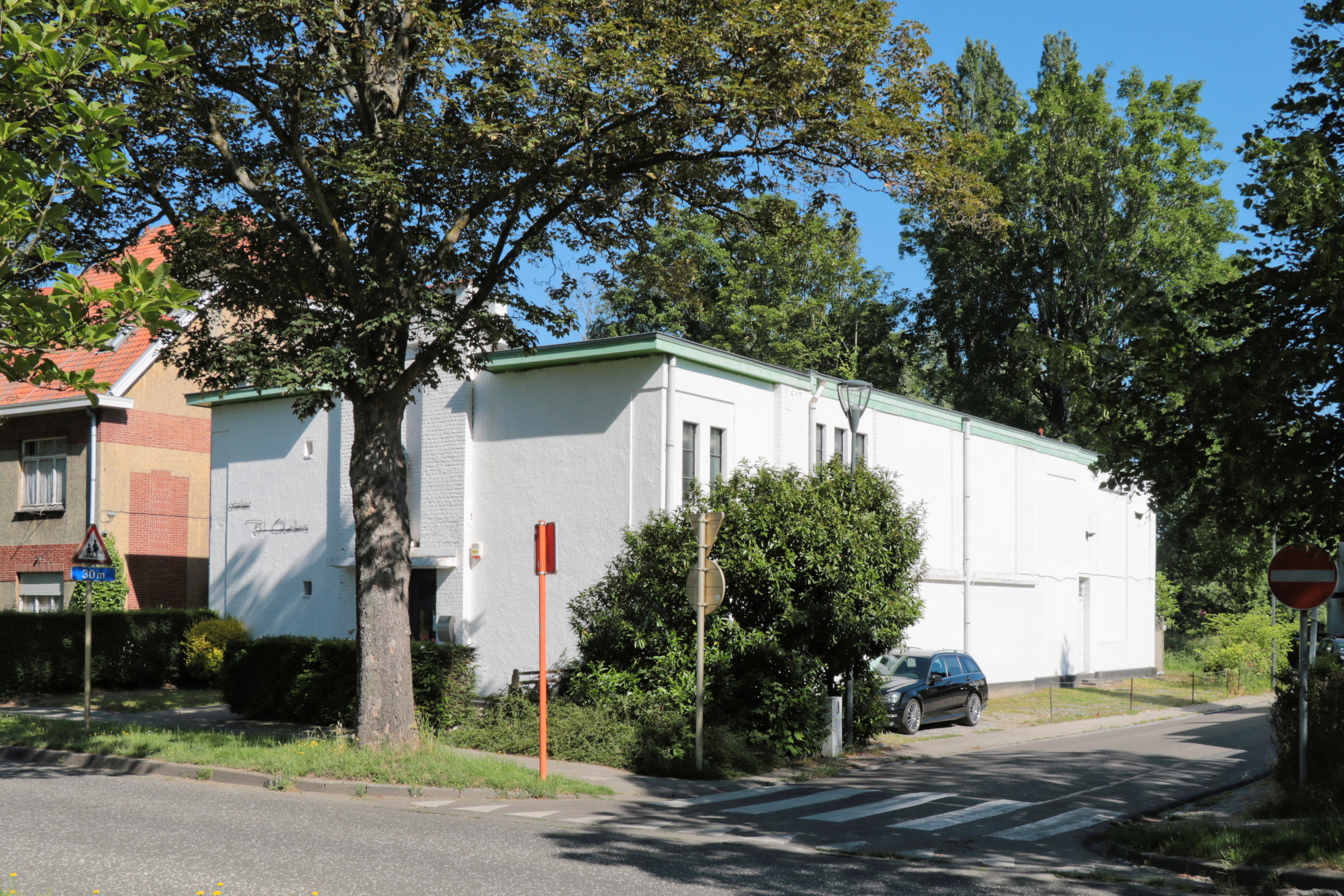
Façades principale et latérale.